# Presse-papier

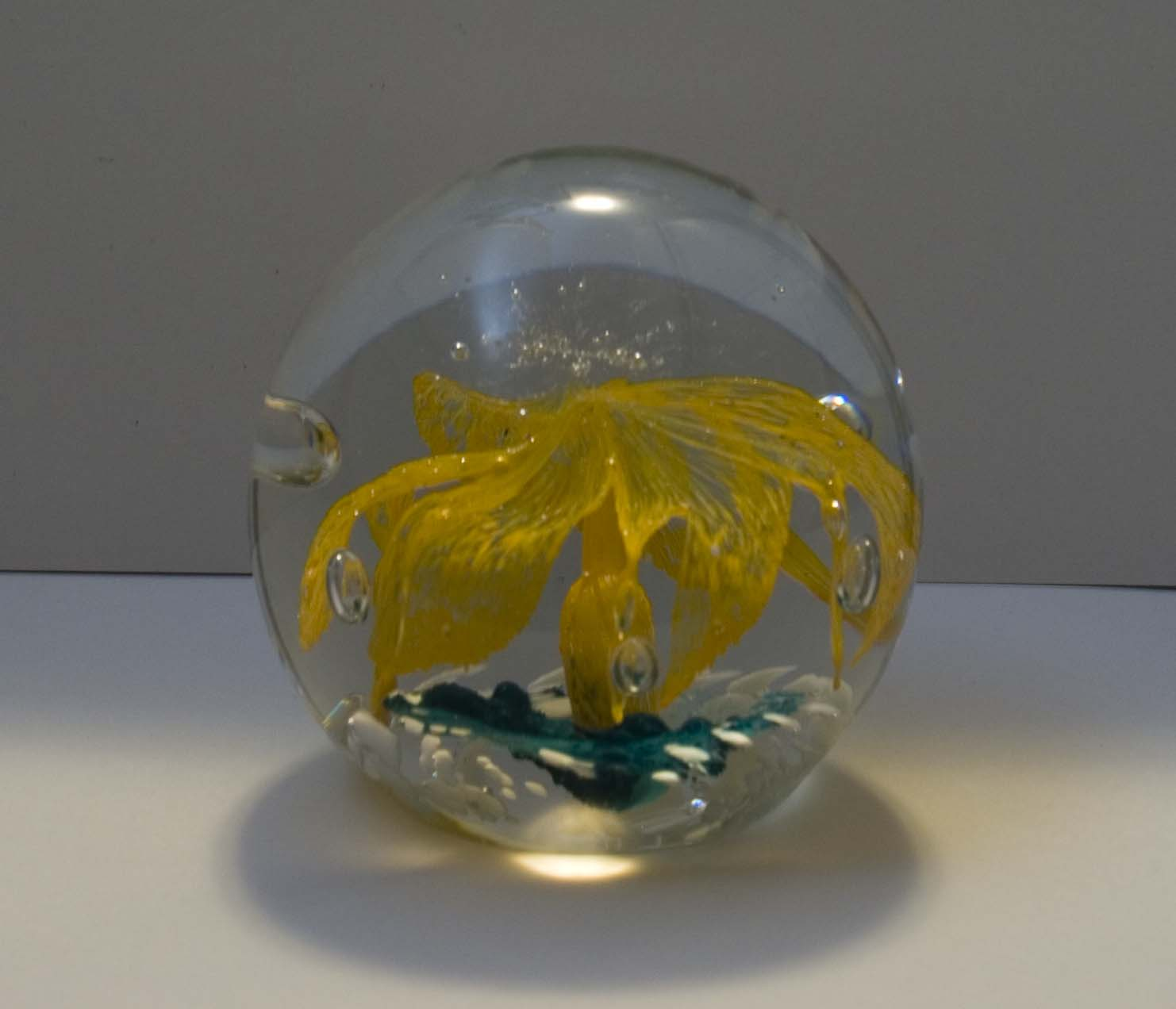
Glazen presse-papier

Een presse-papier is een voorwerp dat op een bureau op papieren geplaatst kan worden, om te voorkomen dat ze wegwaaien.
Het woord komt uit het Frans en wordt ook zo uitgesproken. In het Frans wordt in het enkelvoud en meervoud presse-papiers geschreven. In het Nederlands schrijft men alleen in het meervoud een extra s. Die s wordt niet uitgesproken.
Een presse-papier is vaak van metaal, glas of steen. Het is meestal niet te groot, zodat het gemakkelijk in een la kan worden opgeborgen. Het heeft wel wat gewicht nodig. Een presse-papier wordt steeds minder gebruikt, onder andere omdat de ramen in moderne kantoren meestal niet open kunnen.
In vroegere eeuwen, toen de presse-papier een gewoon gebruiksvoorwerp was, werd er vaak naar gestreefd het object zo esthetisch mogelijk te maken. Later werd het ook een kunstvoorwerp. Uiteindelijk raakte de presse-papier in onbruik, maar wordt hij nog steeds gemaakt enkel als kunstvoorwerp zonder functionele waarde.
De moderne presse-papier is dan ook een verzamelobject geworden en vaak ontworpen speciaal voor verzamelaars. Hierbij worden ook modernere materialen gebruikt, als polyester, met laser gegraveerd kristal en dergelijke.
In de jaren na het in gebruik komen van presse-papiers zijn deze objecten verder ontwikkeld tot sneeuwbollen.

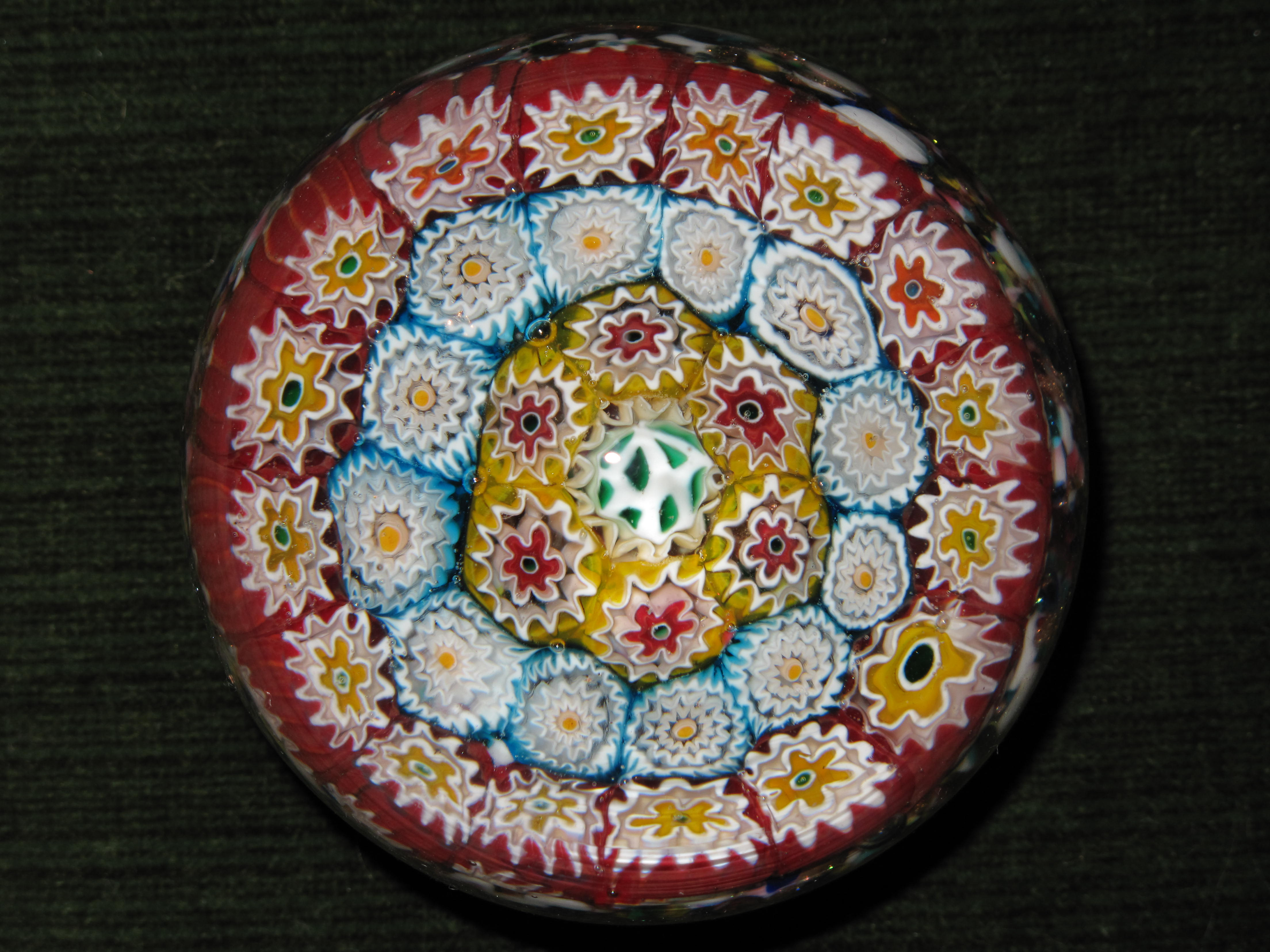
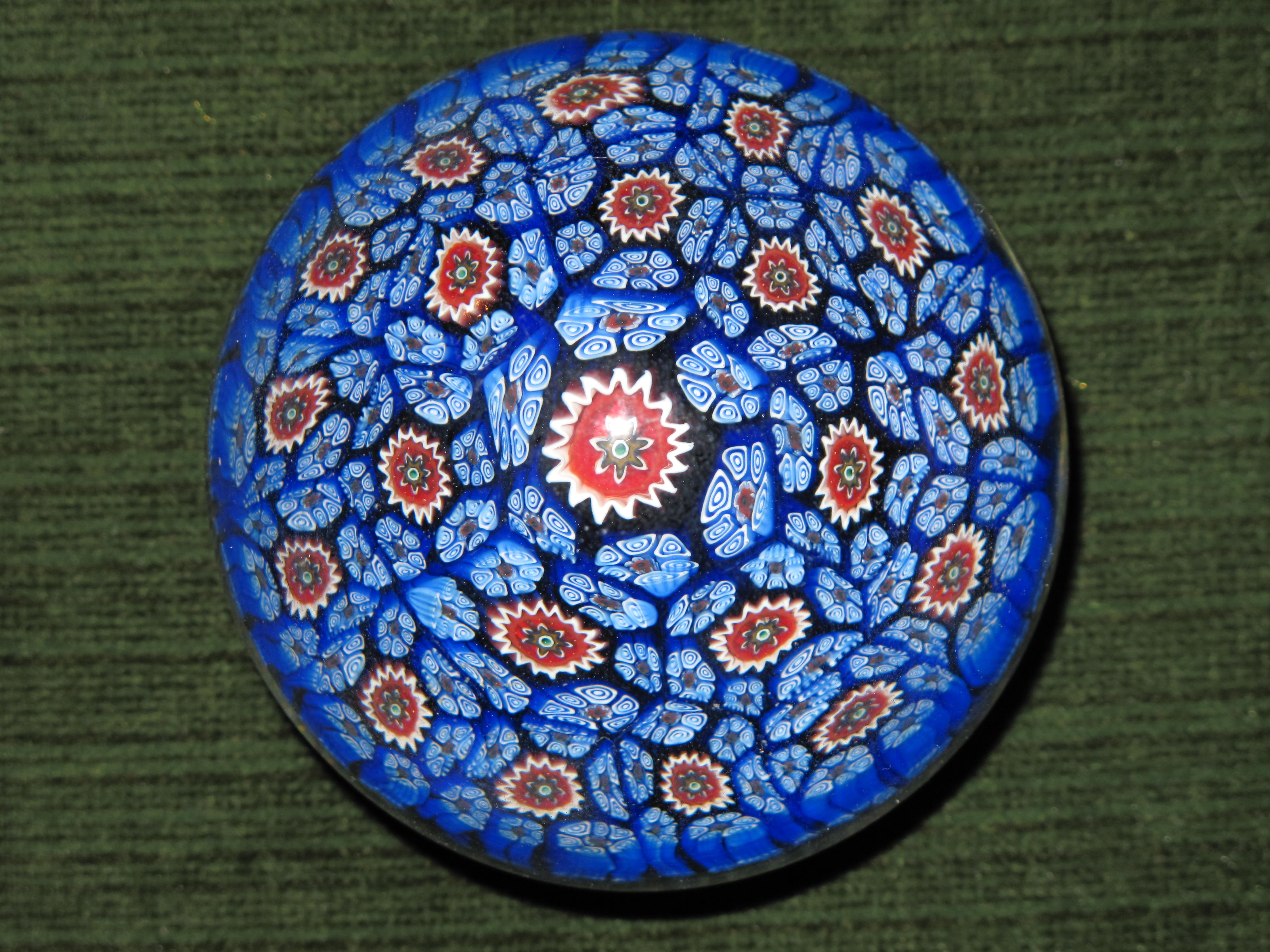
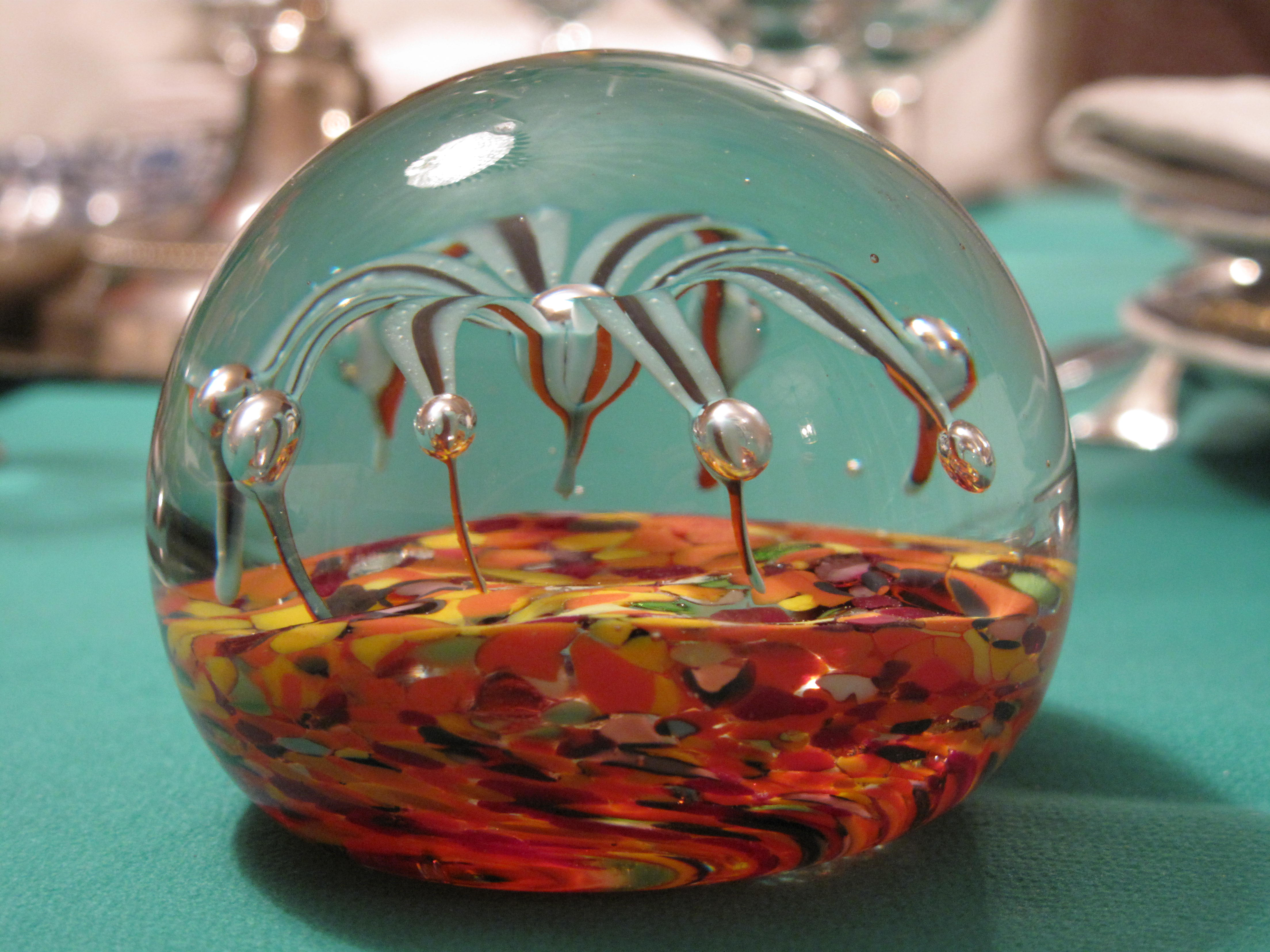